# Wołowe
Wołowe (ukr. Волове) – wieś na Ukrainie w rejonie lwowskim (do 200 roku w rejonie przemyślańskim) należącym do obwodu lwowskiego.
Przed 1939 właścicielem dóbr w Wołowem był Bruno Cienciała.
W II Rzeczypospolitej wieś położona w gminie Bóbrka w powiecie bóbreckim województwa lwowskiego. W 1931 r. liczyła 669 mieszkańców, którzy w zdecydowanej większości byli Polakami. Do wsi należała kolonia Mostyszcze z 150 mieszkańcami, wśród których przeważała ludność polska. W latach 1944–1945 nacjonaliści ukraińscy z Ukraińskiej Powstańczej Armii zamordowali tutaj 15 Polaków.